# Oliver Twist (bande dessinée)
 (avril 2018).
Pour les articles homonymes, voir Oliver Twist (homonymie).
Oliver Twist est une série de bande dessinée adaptée du roman éponyme de Charles Dickens.
Son scénario est de Loïc Dauvillier, avec Olivier Deloye aux dessins et Jean-Jacques Rouget aux couleurs

## Albums
- Tome 1 (2007)
- Tome 2 (2007)
- Tome 3 (2008)

## Publication

### Éditeurs
- Delcourt (Collection Ex-Libris) : Tomes 1, 2 et 3 (première édition des tomes 1, 2 et 3).